# (65698) Emmarochelle
(65698) Emmarochelle est un astéroïde de la ceinture principale.

## Description
(65698) Emmarochelle est un astéroïde de la ceinture principale. Il fut découvert le 6 octobre 1991 à l'Observatoire Palomar par Andrew Lowe. Il présente une orbite caractérisée par un demi-grand axe de 2,59 UA, une excentricité de 0,34 et une inclinaison de 5,4° par rapport à l'écliptique.

## Compléments